# Georg von Polentz
Georg von Polentz zu Schonberg (również używana forma nazwiska Polenz) (ur. 1478, zm. 28 kwietnia 1550 w Baldze) – ostatni katolicki biskup Sambii (Samlandii) w latach 1518–1525, jej pierwszy ewangelicki biskup. 

## Życiorys
Syn saksońskiego szlachcica Josta von Polentz i Elise von Haubitz. Duchowny krzyżacki. Po przejściu na protestantyzm dwukrotnie żonaty: pierwszą żoną była Anna von Heydeck, drugą Katharina von Wetzhausen. Polentz został wyedukowany na uniwersytecie w Bolonii na prawnika i początkowo był sekretarzem Kurii papieża Juliusza II w Rzymie. Później służył w administracji cesarza Maksymiliana I, na którego dworze spotkał Albrechta Hohenzollerna, za którego radą wstąpił do zakonu krzyżackiego. 29 lipca 1519 kapituła sambijska wybrała go na biskupa Sambii. Pod wpływem nauk Marcina Lutra przeszedł na protestantyzm. Za jego zgodą Johann Briesmann wygłosił 27 września 1523 pierwsze kazanie w duchu Reformacji. W Boże Narodzenie w 1523 celebrował pierwsze nabożeństwo protestanckie.